# VdB 62
vdB 62 è una nebulosa a riflessione visibile nella costellazione di Orione.
Si individua nella parte centro-orientale della figura di Orione, sul bordo nordorientale dell'Anello di Barnard, 20 primi d'arco a ESE della stella 56 Orionis. Costituisce una piccola porzione illuminata di una grande nebulosa oscura catalogata come LDN 1622, estremamente compatta e densa; all'interno di questa nube hanno luogo intensi fenomeni di formazione stellare, com'è testimoniato dalla presenza di numerose stelle giovani.
I gas della nebulosa avvolgono la stella HD 288313, nota anche come V1793 Orionis o HBC 515, una nana arancione molto giovane di classe spettrale K2V, responsabile dell'illuminazione della nube, che assume dunque un colore arancione; il periodo della sua variabilità è di circa 2,26 giorni e fa parte della classe delle variabili eruttive, probabilmente del tipo FU Orionis. È anche una stella tripla, composta da una binaria stretta e una compagna più larga.